# Спроба Польщі державного перевороту в Литві
Спроба Польщі державного перевороту в Литві — невдала спроба Польської Республіки та її глави Юзефа Пілсудського скинути литовський уряд прем'єр-міністра Міколаса Сляжявічюса та встановити пропольський режим у Литві, що погодився б на союз Литви з Польщею.
Польська розвідка, Польська військова організація мала здійснити державний переворот в серпні 1919 р. План був розроблений так, щоб справляти враження, нібито місцеві литовці хочуть звільнити свій уряд від німецького впливу. ПВО сподівався розраховувати на допомогу співчутливих литовських активістів. Бунтівникам завадила відсутність співпраці та небажання достатньої кількості литовців підтримати польських повстанців.
Після Сейненського повстання, повстання поляків проти литовської влади в одному зі спірних прикордонних регіонів, литовська розвідка посилила розслідування польської меншини в Литві та тих, хто їй симпатизує, у результаті розкривши запланований переворот. Литовці, не знаючи про членство PMO, заарештували багатьох польських активістів і дестабілізували мережу ПВО настільки, щоб запобігти спробі державного перевороту. Пізніше було отримано повний список членів, і Польська військова організаціяв Литві було розпущено. Спроба перевороту ще більше загострив польсько-литовські відносини.

## Передісторія

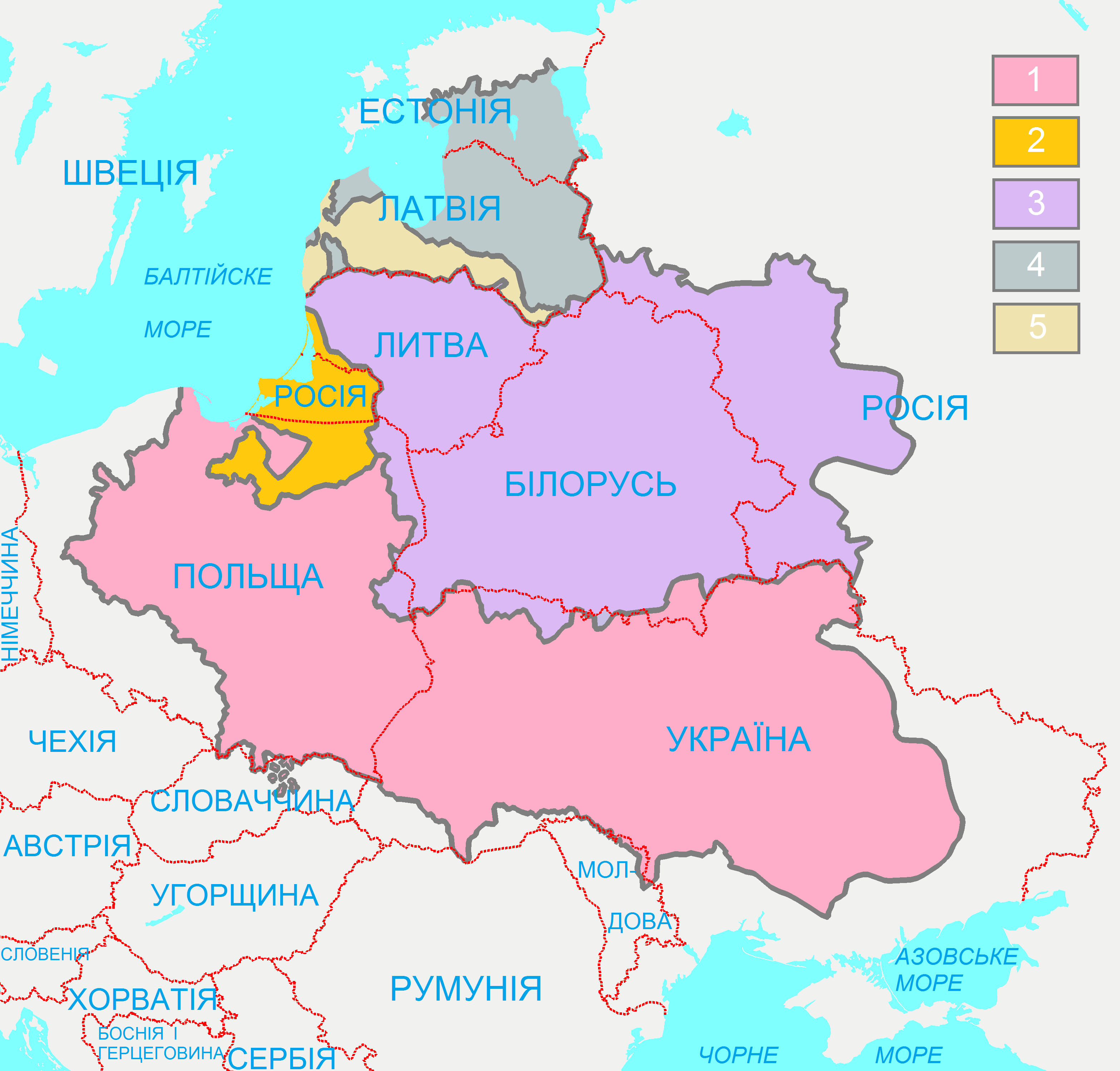
Мапа Речі Посполитої

У 1569 році Королівство Польське і Велике Князівство Литовське підписали Люблінську унію, що ознаменувала початок існування Речі Посполитої. Об'єднана польсько-литовська держава проіснувала 226 років, поки не була остаточно поділена між Росією, Прусією і Австрією у 1795 році. Обидві країни відновили незалежність лише через 123 роки, у результаті сприятливої політичної ситуації у світі, що виникла після закінчення Першої світової війни. Майже одразу між країнами виник конфлікт за володіння Віленщиною і Сувалкщиною. Під час польсько-більшовицької війни, внаслідок т. зв "Віленської експедиції" проти Червоної Армії у квітні 1919 р. Польща окупувала Вільнюс. Литовська держава вважала Вільнюс своєю історичною столицею та невід’ємною частиною Литви, тоді як поляки, що становили більшість населення Вільнюса вважали Вільно польським. Юзеф Пілсудський, що тоді був головою новоствореної польської держави, шукав можливості укласти унію з Литвою в надії відродити Річ Посполиту (концепція "Міжмор’я"). Проте литовці вважали, що у випадку згоди Литви на союз, вона втратить суверенітет, тому вибрали створення власної держави. Хоча польсько-литовські відносини не стали напруженими відразу, саме небажання обох сторін йти на поступки призвело до повільного зростання взаємної ворожнечі. 
Зростаюча напруга у двосторонніх відносинах з Польщею спонукала Литву звернутися за втручанням до Вищої військової ради Антанти, яка представила дві пропозиції щодо демаркаційних ліній, встановлених у червні та липні 1919 року (друга лінія була відома як лінія Фоша), з ціллю не допустити переростання суперечки у відкритий збройний конфлікт. Проте Польща проігнорувала обидві пропозиції, і її війська просунулися вглиб територій, контрольованих литовською стороною. Під тиском країн Антанти Юзеф Пілсудський хотів уникнути відкритого польсько-литовського конфлікту, який міг би призвести до кровопролиття та ще більше погіршити відносини між двома країнами. Визнаючи, що в Литві є достатня кількість людей, які симпатизують Польщі, Варшава вирішила спланувати та здійснити державний переворот з метою повалення ворожого Польщі уряду Литви.

## Підготовка до перевороту

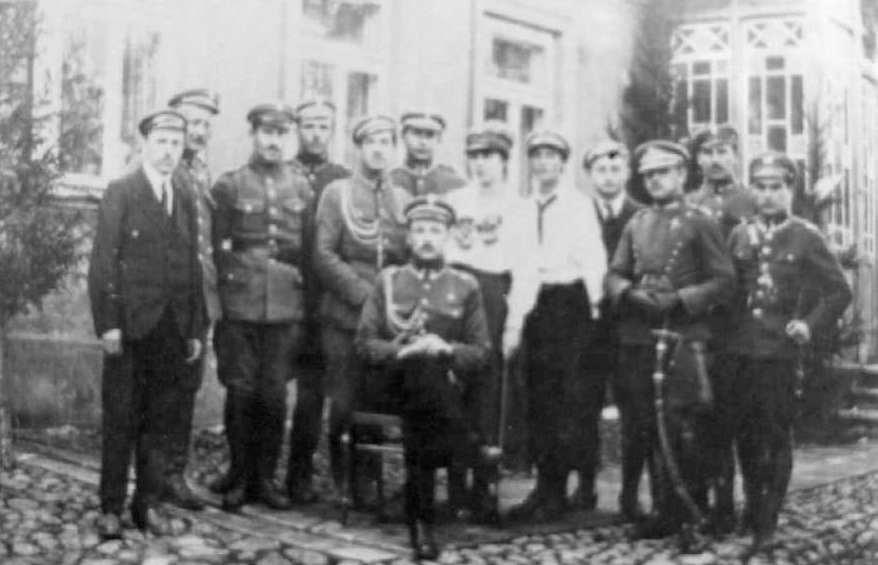
Лейтенант Адам Рудницький, лідер Сейненського повстання з друзями — серпень 1919 року

Планування почалося в 1919 році, в середині липня. Тоді Польща підписала перемир’я з УНР, завершивши польсько-українську війну, Західна добровольча армія вторглася в Литву з півночі, а литовське військо залишили саксонські добровольці. Пілсудський планував використати для перевороту Польську військову організацію (пол. POW), підпільну організацію, яку він сам заснував під час Першої світової війни. 31 липня Пілсудський і польський дипломат Леон Василевський прибули до Вільнюса, що на той час контролювався Польщею. Візит Ю. Пілсудського не мав чіткого пояснення. Пізніше він стверджував, що приїхав для переговорів з литовцями на чолі з Августином Вольдемаром, а за словами литовського історика Вітаутаса Лешчяуса, керманич Польщі вів переговори з пропольськими власниками нерухомості з Вільнюського краю. 3 серпня Л.Василевський прибув до Каунаса, тимчасової столиці Литви, для переговорів з прем'єр-міністром Миколасом Сляжявічюсом. Прибулі з Польщі заявили, що Польща не має в планах анексію Литви, і запропонували провести референдум на спірних територіях, щоб місцеві жителі могли висловити свої переваги щодо приналежності до тієї чи іншої держави. Литовці відкинули ідею референдуму, стверджуючи, що спірні території є невіддільною частиною Литви. Після зриву переговорів 7 серпня Л. Василевський залишив Каунас. На переговорах було оцінено можливість перевороту, підготовку військовополонених і ставлення литовських дипломатів до унії з Польщею. 
Після невдалої дипломатичної місії Л. Василевського польські газети посилили антилитовську пропаганду. Стверджувалося, що Рада Литви була німецькою маріонеткою, яка ігнорувала популярну ідею унії з Польщею, оскільки така унія поклала б край німецькому впливу в країні.  Польські ЗМІ продовжували повідомляти про зростання антиурядових настроїв у Литві. Ця інформація була узгоджена з образом перевороту, створеного Польщею, згідно з яким переворот мав бути зображений як ініціатива місцевого населення звільнити Литву від німецького панування. Організатори перевороту спиралися на військове втручання польської армії і польський уряд вважав, що вона не надихала переворот. Офіційними цілями польського плану було «1) створення незалежної Литви, могутнього, справді демократичного, добровільно об’єднаного союзу з Польщею з якомога більшою внутрішньою автономією, і 2) прийняття польської меншини в Литві як партнера» в литовському уряді і визнання польської мови рівноправною з литовською в Литві» 
ПВО завербувала литовських активістів Станіслава Нарутавича, Юозаса Габріса, Юргіса Аукштуолайтіса та Клеменса Вайтекунаса. 20-22 серпня 1919 Л. Василевський і Тадеуш Каспшицький разом із С. Нарутавічюсом і Я. Аукштуолайтісом спланували деталі перевороту. Переворот було вирішено здійснити в ніч на 28 серпня. до 29 числа. В ході перевороту повстанцям довелося захопити Каунас і утримувати його до приходу польської армії, що була покликана захистити місто. Литовську раду та уряд мали скинути й замінити пропольським урядом. Генерал Сільвястрас Жукаускас мав бути призначений військовим диктатором нового литовського уряду, Я. Аукштюлайтіс – його заступником, С. Нарутавічус – головою цивільного уряду. Генерал С. Жукаускас, тодішній головнокомандувач литовськими силами, не був поінформований про переворот, але він був відомий своїм прихильним ставленням до Польщі, і очікувалося, що він приєднається до перевороту, коли він почнеться. Інші посади нового уряду були збережені за Миколасом Біржішкасом, Йонасом Вілейшасом, Степонасом Кайрісом, Юозасом Тубелісом та іншими, які також не знали про переворот. Й. Аукштуолайчусу надали 800 тис. і обіцяли ще 300 тис. марок для фінансування державного перевороту. 

## Викриття заколоту

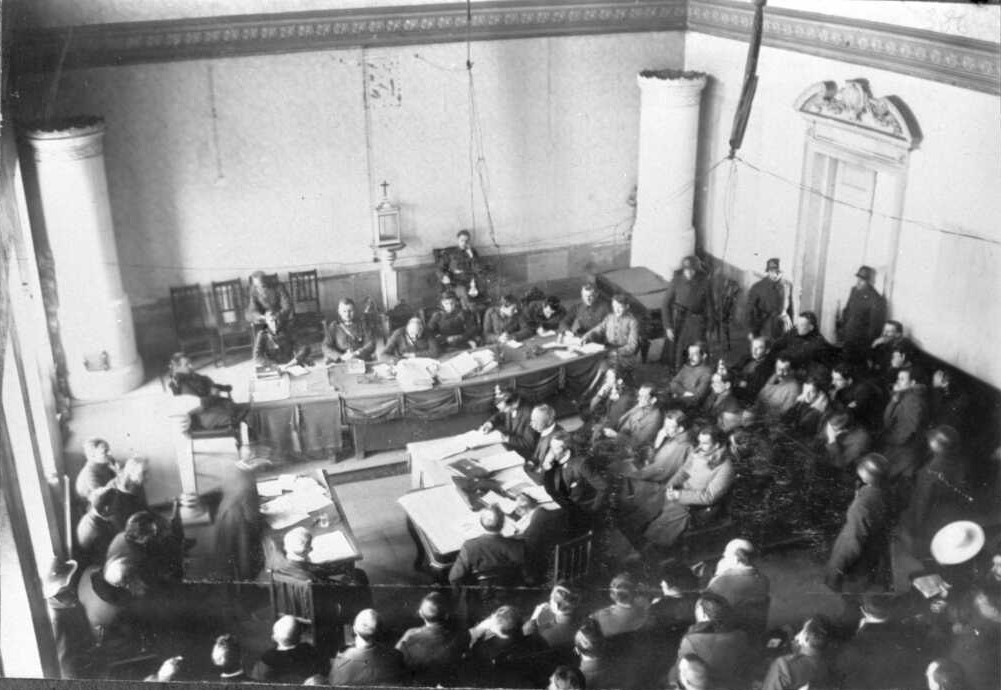
Суд над членами Польської військової організації в Каунасі, Литва, грудень 1920 року

Врешті-решт путч не відбувся через погану комунікацію та надмірний ентузіазм деяких військовополонених активістів. Пілсудському не вдалося відмовити деяких членів організації від початку Сейненського повстання на території Сувалкщини в серпні 1919 р. Місцевий підрозділ військовополонених знехтував його застереженнями та розпочав повстання, яке, хоч і було успішним на місцевому рівні, упустило шанс на національний переворот. Активісти військовополонених у Литві вважали, що Сейненське повстання завдало шкоди їхній репутації, і тому багато прихильників організації відмовилися брати участь у змові.
Замах було відкладено до 1 вересня 1919 р. Проте деякі осередки військовополонених розпочали свою діяльність (у тому числі перерізали телеграфні лінії, пошкодили залізничні колії) згідно з початковим планом, тобто в ніч з 27 на 28 серпня. Литовська розвідка перехопила та розшифрувала наказ про затримку атаки. Тоді Литовська сторона вже знала, що поляки плетуть змову проти влади в Каунасі, але не знала, хто і коли планує можливий напад. Литовський уряд був поінформований про перетин телеграфних ліній і перехоплення наказу про відстрочку наступу 28 серпня, але вирішив не вживати жодних дій проти поляків, вважаючи, що загроза не була реальною.
Проте група з 18 офіцерів литовської армії за мовчазної згоди Сляжявічюса вирішила вжити заходів проти змовників. Побоюючись, що членам Польської військової організації вдалося проникнути до структур литовських збройних сил, вони таємно вирішили провести масові арешти поляків у ніч з 28 на 29 серпня. Не знаючи точно, хто стоїть за планами перевороту, литовці заарештували більшість відомих польських діячів у Каунасі. У першу ніч були затримані десятки людей, в тому числі Аукштуолайтіс і 23 польські офіцери, що служили в литовській армії. Протягом наступної ночі кількість заарештованих поляків зросла до двохсот. У самому Каунасі було оголошено стан облоги. Польська преса повідомляла про масові арешти поляків, яким не було пред’явлено ніяких звинувачень, окрім того, що вони поляки, дійшовши висновку, що це був приклад антипольських дій очолюваного Німеччиною литовського уряду.
Через те, що литовці не мали списку військовополонених, головні керівники організації уникли арештів. Арешти не торкнулися регіональних відділень військовополонених. Тому 17 вересня 1919 р. були видані нові накази, згідно з якими друга спроба планувалася на кінець вересня. Однак і цю змову було розкрито. Одній литовці вдалося переконати заступника командира Польської військової організації у Вільнюсі Пятраса Врубляускаса передати литовській стороні архів документів організації. 21 вересня литовці отримали доступ до повного списку військовополонених і прибічників, який використали для проведення чергової хвилі арештів у наступні дні.